# 鈴木徹 (外交官)

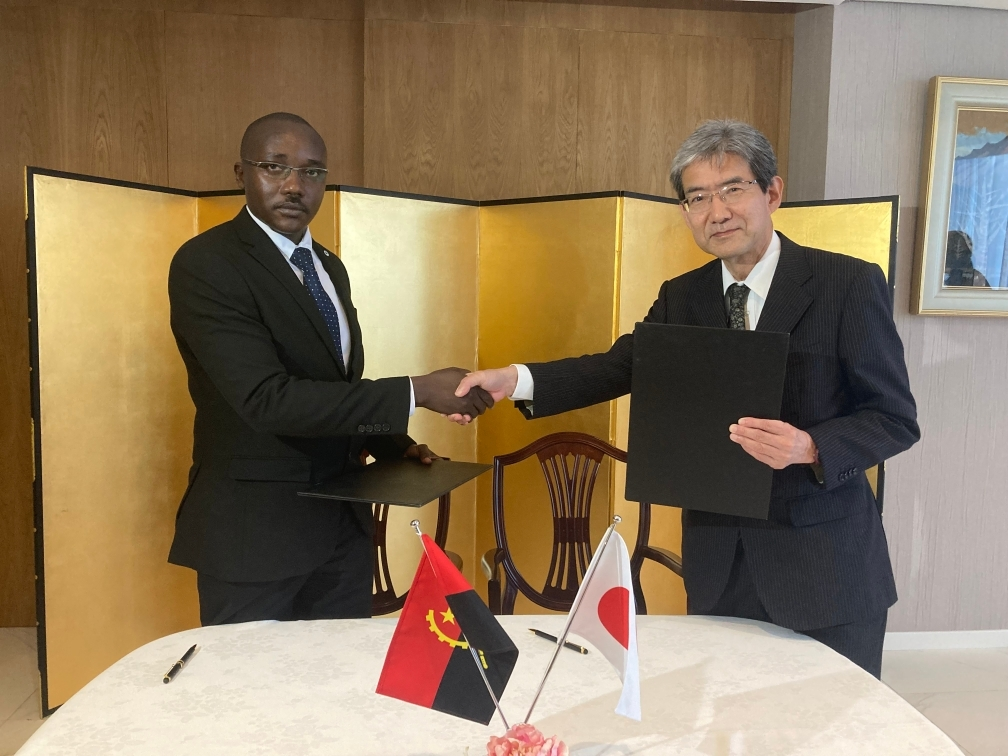
2024年3月、大使公邸にて（右）

鈴木 徹（すずき とおる、1959年〈昭和34年〉11月13日 - ）は、東京都出身の日本の外交官。
在パース総領事などを経て、2022年11月から駐アンゴラ大使を務める。

## 略歴
- 1980年　外務省専門職員採用試験合格
- 1981年4月　外務省入省
- 1982年3月　慶應義塾大学法学部政治学科卒業
- 2011年3月　在ノルウェー日本国大使館 一等書記官
- 2015年6月　大臣官房儀典調整官
- 2016年10月　大臣官房人事課企画官
- 2018年12月　在パース日本国総領事館 総領事
- 2022年11月　アンゴラ国駐箚 特命全権大使